# کلیسای جامع تثلیث تفلیس
کلیسای جامع تثلیث (به گرجی: სამების საკათედრო ტაძარი "سامِبیسْ ساکاتِدْرُ تادْزاری") معروف به سامِبا (به معنای تثلیث) کلیسای اصلی ارتدکس گرجی است که در شهر تفلیس، پایتخت گرجستان قرار دارد.
این کلیسا به مناسبت دوهزارمین سال میلاد مسیح و هزار و پانصدمین سال به رسمیت شناختن ارتدکس گرجی بنا شد. در ابتدا برای ساخت این کلیسا فراخوان داده شد و صد طرح برای ساخت آن دریافت شد. اما هیچ‌کدام از طرح‌ها تأیید نشد، سپس در نهایت طرح آرچیل میندیاشویلی مورد قبول واقع شد.
ساختمان آن بین سال‌های ۱۹۹۵ تا ۲۰۰۴ میلادی تکمیل شده‌است و با ظرفیت ۱۵٬۰۰۰ تَن و ارتفاع ۹۷ متر، عنوان‌های بزرگترین کلیسای ارتدکس در جهان و سومین کلیسای ارتدکس مرتفع در جهان را به خود اختصاص داده‌است. معماری این کلیسا آمیزه‌ای از سبک‌های سنتی معماری مذهبی گرجی در مراحل مختلفی از تاریخ است و همچنین، عناصری از معماری بیزانس را نیز در خود جای داده‌است.
این کلیسا دارای یک گنبد مخروطی شکل بر روی ۸ ستون است. جنس گنبد از طلا بوده و از پایین گنبد تا نوک صلیبی که بر روی آن قرار دارد ۷٫۵ متر ارتفاع دارد. این کلیسای عظیم خود متشکل از ۹ کلیسای کوچک است و علاوه بر این، ۵ کلیسای کوچکتر دیگر نیز در طبقات زیرین این بنا واقع شده‌است. کل فضای این بنا معادل ۵۰۰۰ متر مربع و حجم آن بالغ بر ۱۳۷ متر مکعب است. ارتفاع بناهای زیرین ۱۳ متر و ارتفاع کلیسا از سطح زمین تا نوک صلیب ۸۴ متر است. جهت ساخت کف از سنگ مرمر و برای دکوراسیون از موزاییک استفاده شده‌است، همچنین نقاشی‌های این کلیسا کار گروهی به رهبری امیران گوگلیدزه است.
مجموعه کلیسای سامبا شامل بخش‌های مختلفی از جمله بنای اصلی، برج ناقوس، اقامتگاه اسقف اعظم، صومعه، آکادمی علوم دینی، فرهنگستان الهیات، کارگاه‌های آموزشی، استراحتگاه و غیره است.

## نگارخانه

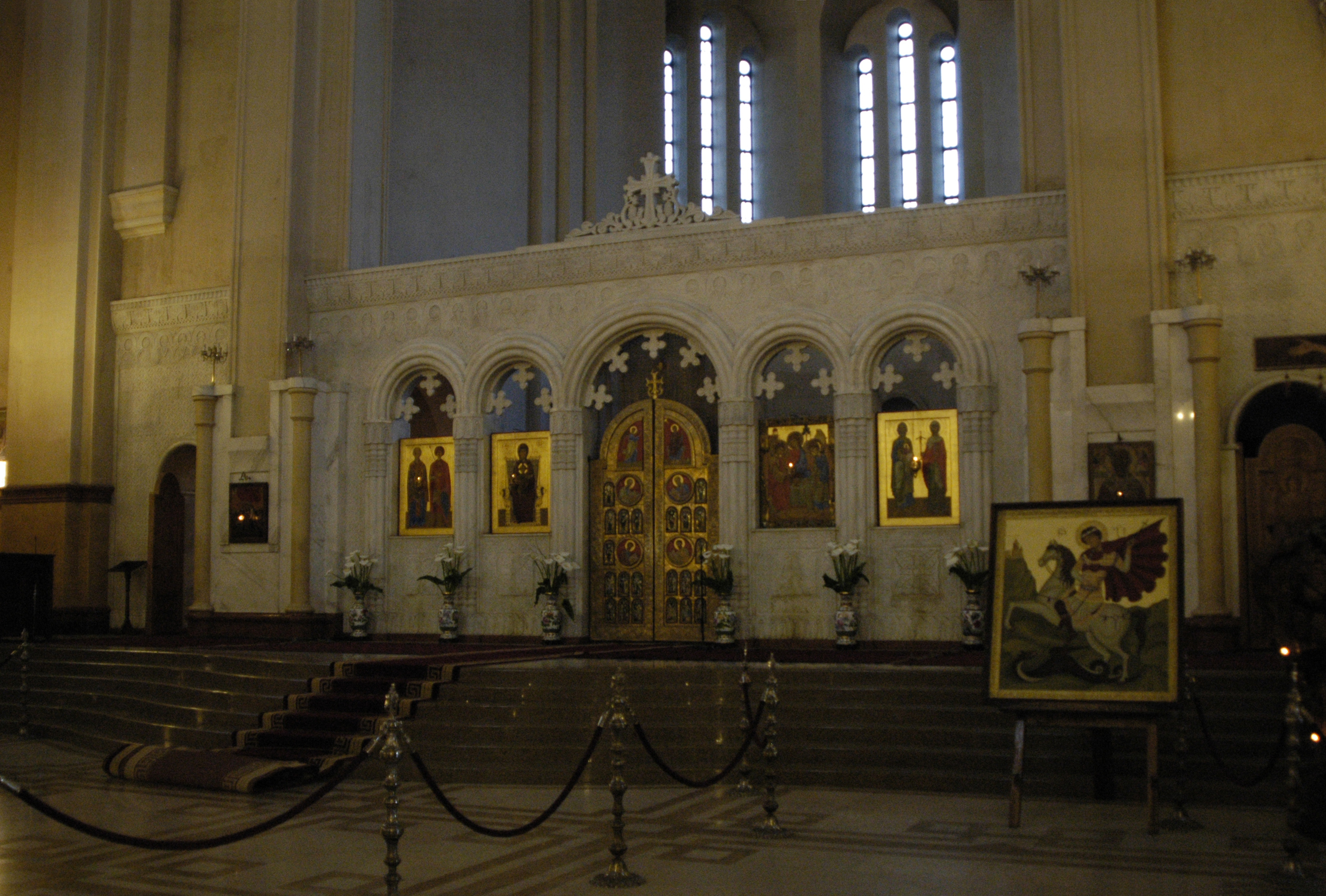
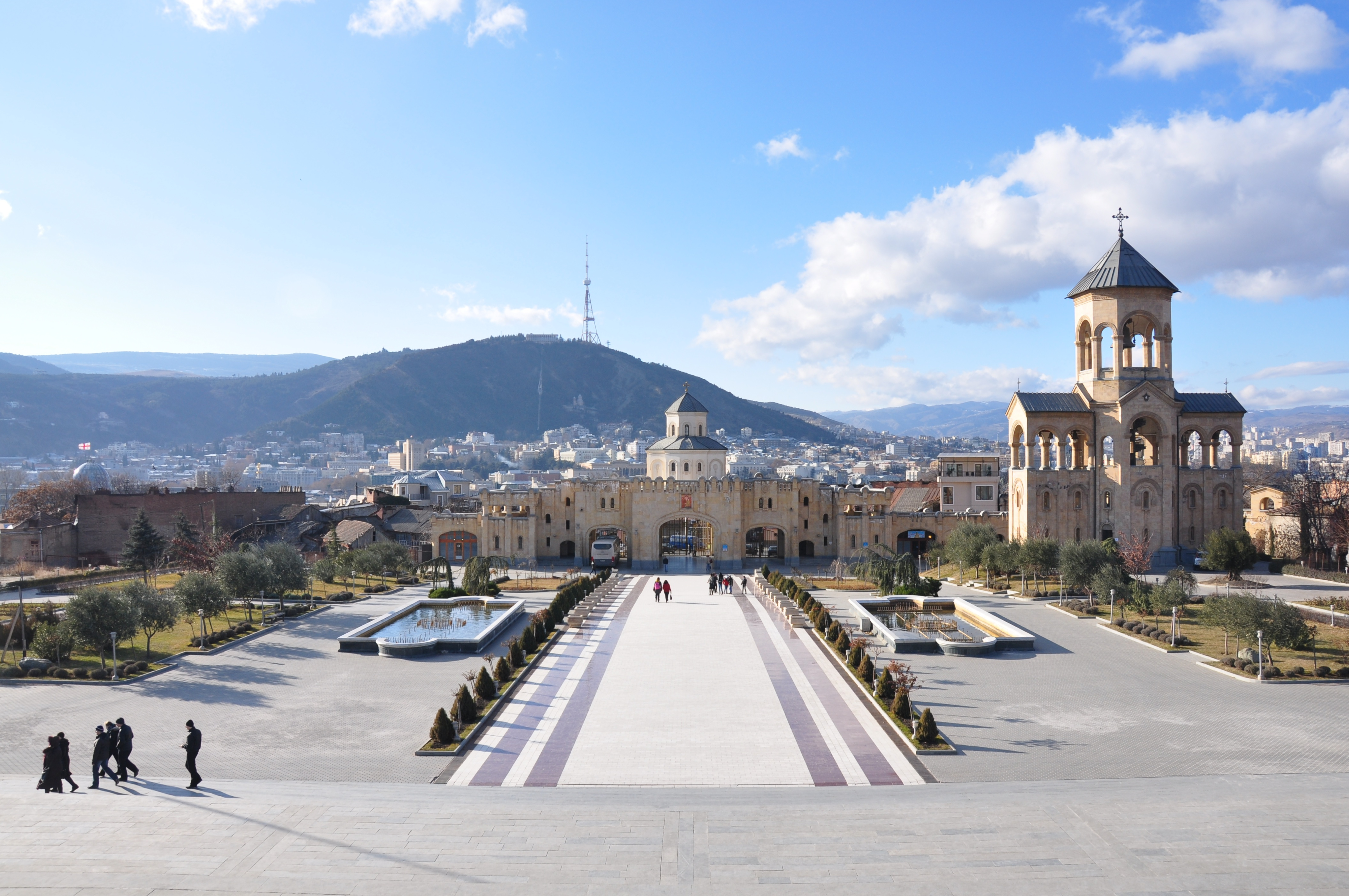
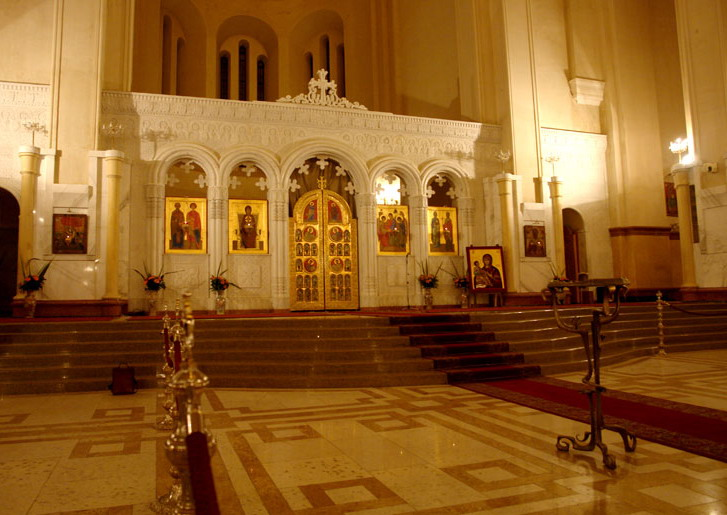
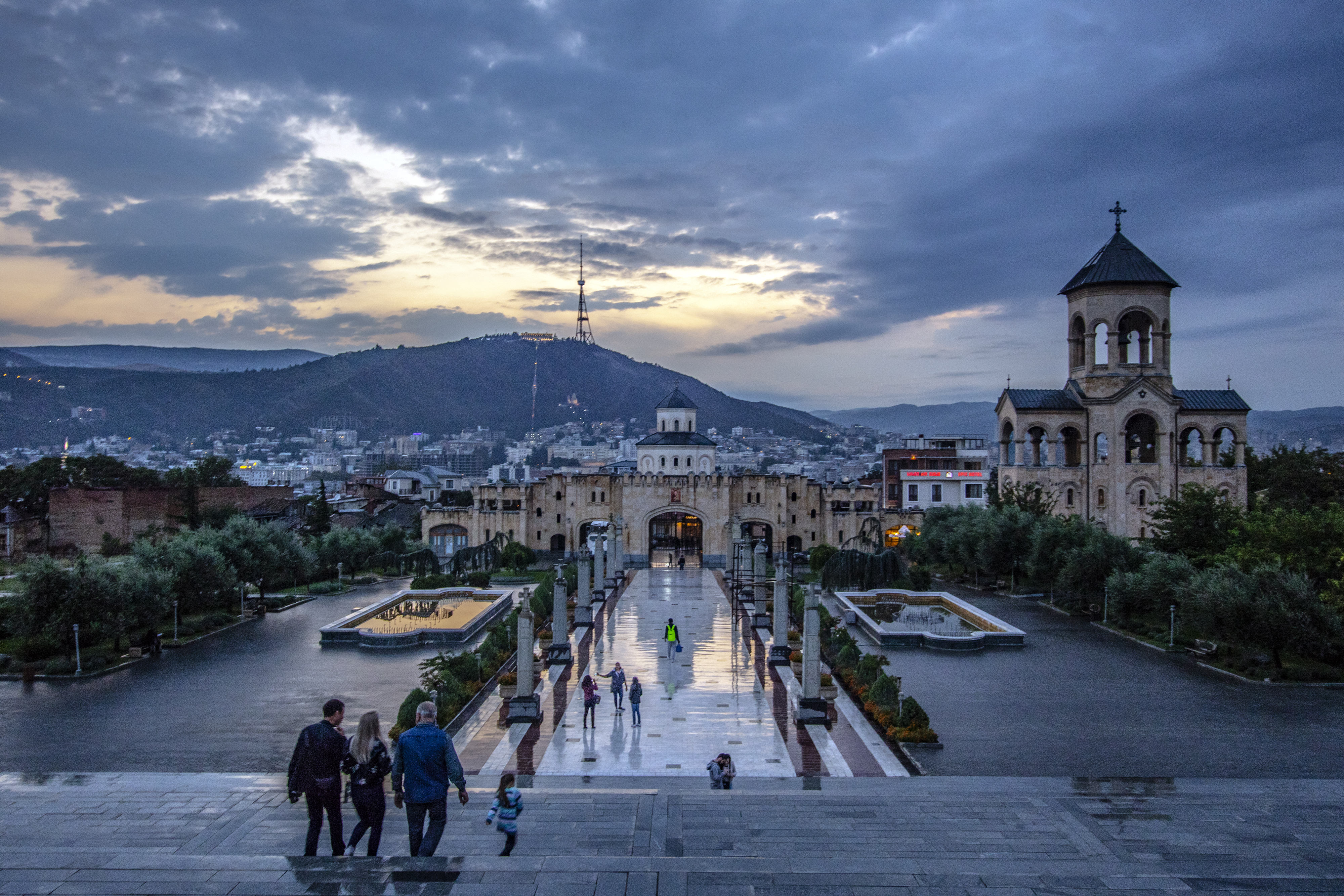
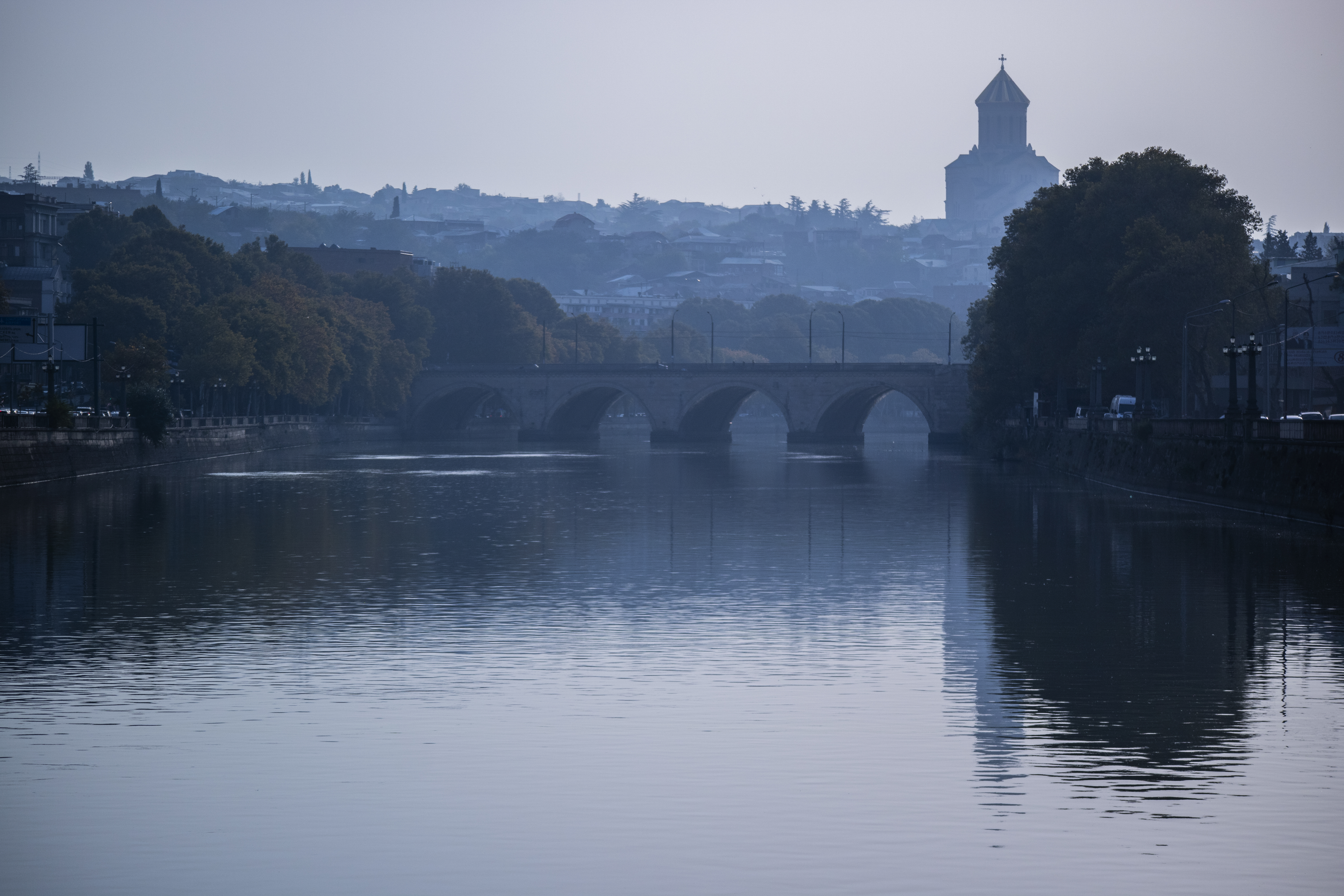
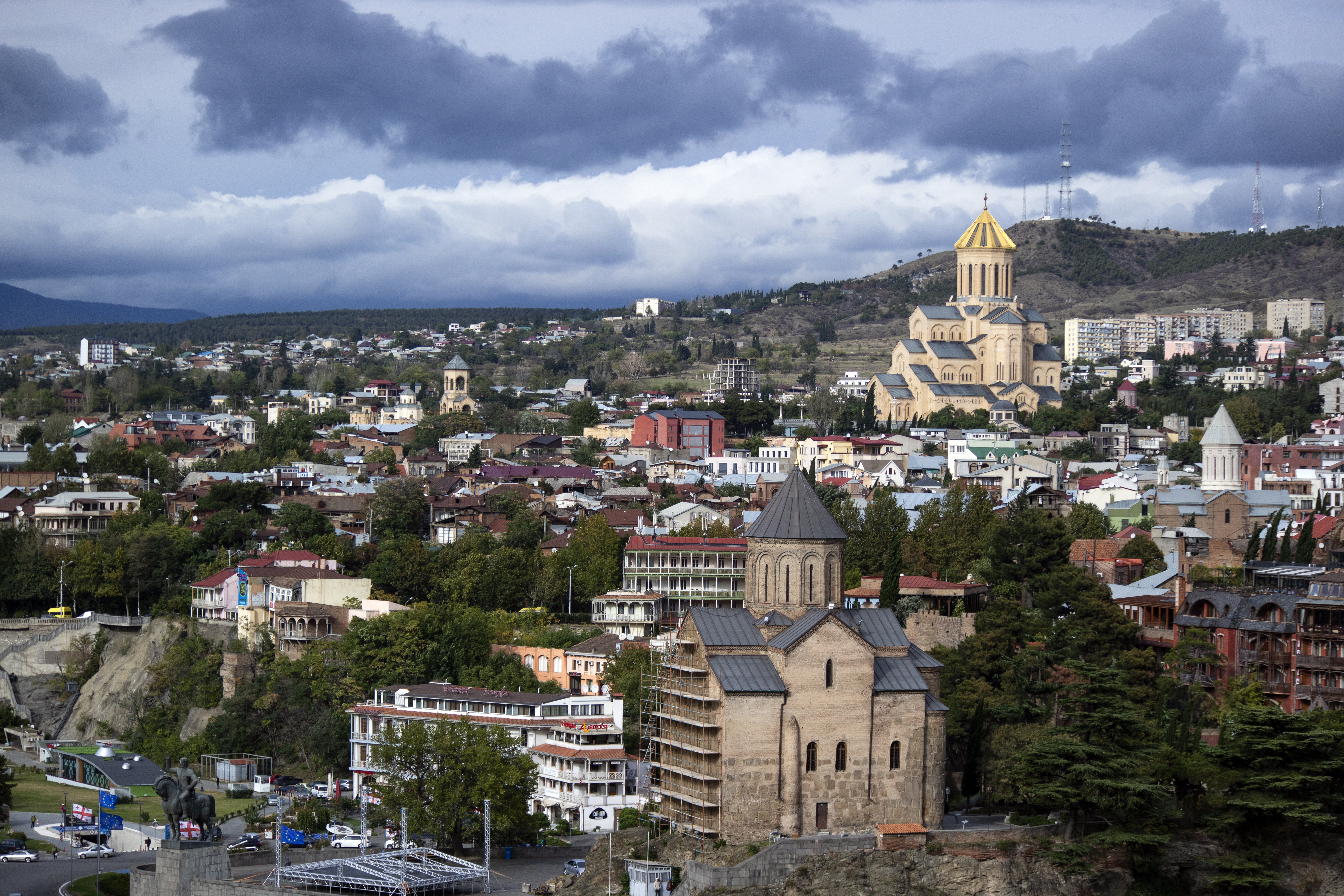